# Любомир Палакарчев
Любомир Палакарчев е български бегач и алпинист.
През 1986 г. Палакарчев поставя рекорд за преминаване на маршрута Ком – Емине пеша за 5 дни и 14 часа. Рекордът му остава ненадминат почти три десетилетия, до 2015 г., когато е подобрен от Божидар Антонов  и Кирил Николов - Дизела (4 дни 13 часа и 5 минути, 29 август).
През 2017 г., на 63-годишна възраст, Палакарчев отново пробягва Ком – Емине, този път за 7 дни и 12 часа .
Израства в с. Ярлово, в южните склонове на Витоша. Насочва се към планинско бягане, маратони и ултрамаратони след като отпада от националния отбор за изкачване на Еверест ’84 по здравословни причини.
| Състезание/Маршрут | Година | Класиране | Време           |
| ------------------ | ------ | --------- | --------------- |
| Ком – Емине        | 1986   |           | 5 дни и 14 часа |
| Витоша 100         | 1985   | 4-ти      |                 |
| Виена – Будапеща   | 1993   | 7-и       |                 |
| Витоша 100         | 2011   | 3-ти      |                 |
| Персенк Ултра      | 2014   | 13-и      | 27:22:25        |
| Ком – Емине        | 2017   |           | 7 дни и 12 часа |